# Peter Schweizer (Politikberater)

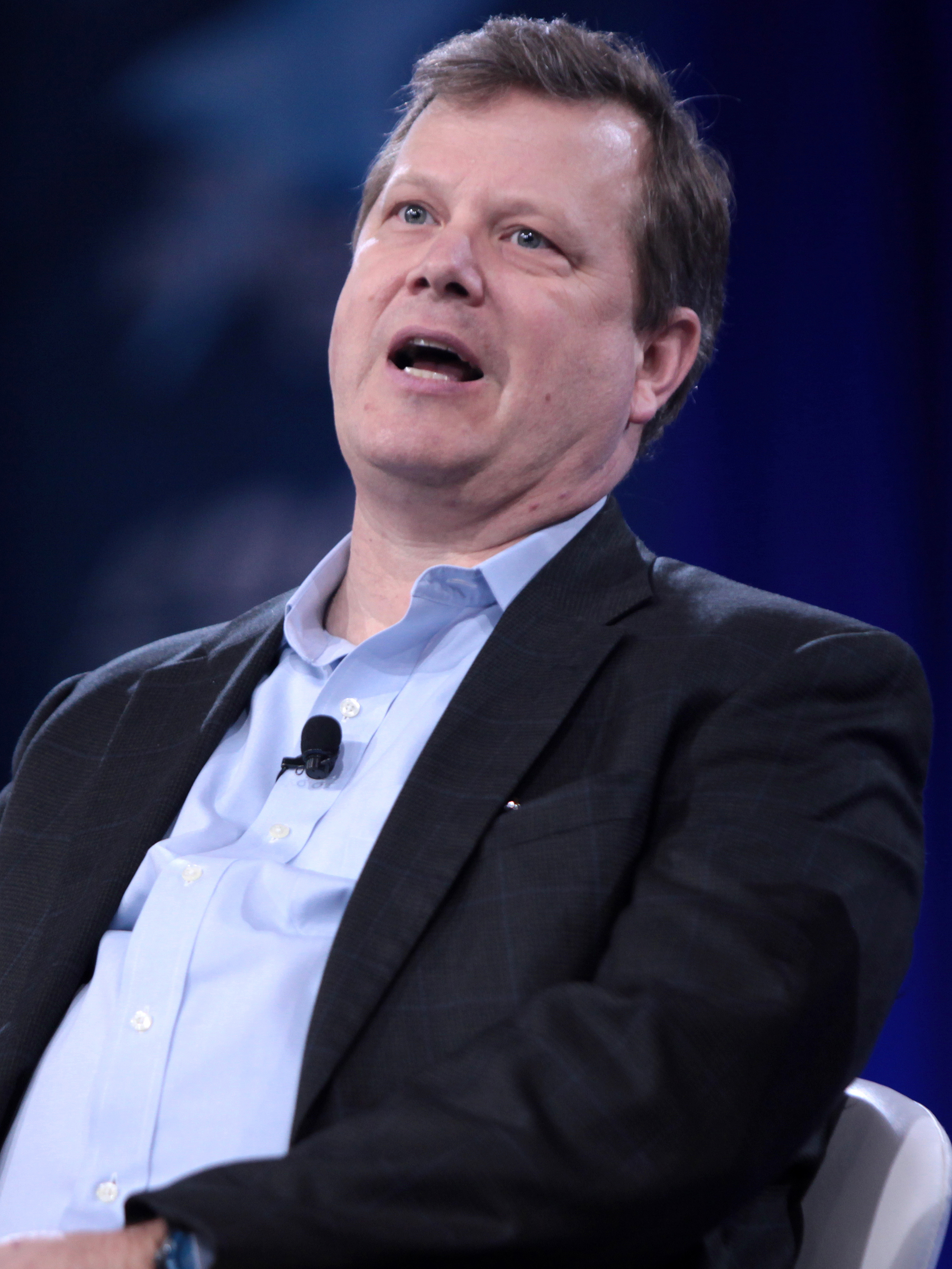
Peter Schweizer

Peter Franz Schweizer (* 24. November 1964) ist ein rechtskonservativer US-amerikanischer Journalist, Autor und Politikberater.

## Leben und Wirken
Schweizer studierte an der George Washington University mit dem Bachelor-Abschluss und an der Universität Oxford (mit dem Abschluss M. Phil..). Er arbeitete für die National Forum Foundation (NFF) von Jeremiah Denton und veröffentlichte in diesem Rahmen in den 1980er Jahren über die Sandinisten in Nicaragua und über angebliche Todesfälle von Europäern, die die Strategic Defense Initiative unterstützten. Außerdem veröffentlichte er 2002 ein Buch über Ronald Reagan als Sieger im Kalten Krieg, das von Stephen Bannon verfilmt wurde. Er war William J. Casey Fellow an der Hoover Institution der Stanford University. Außerdem war er 2008/09 Berater des Büros für Redenschreiben (Office of Presidential Speech Writing) des US-Präsidenten, wonach er mit anderen die Beratungsfirma Oval Office Writers in Washington D. C. gründete. Er ist Präsident des Government Accountability Institute (GAI) in Tallahassee, das investigativen Journalismus im  rechtskonservativen Anti-Establishment Umfeld betreibt (ihm gehört auch Stephen Bannon an). Schweizer lebt in Florida.
Bekannt wurde er durch Bücher, in denen er zum Beispiel Insiderhandel von Washingtoner Politikern nachwies, und das Buch Clinton Cash, in dem er der Verflechtung des Clinton-Clans und seiner Stiftung mit Lobbyisten-Interessen nachgeht. Das Buch behandelt unter anderem den Fall des von Bill Clinton 2001 begnadigten Marc Rich und Zuwendungen der Firma Ericsson an die Clintons, um eine Ausnahmeregelung von den Sanktionsregeln unter anderem für den Handel mit dem Iran zu erhalten. Weitere Beispiele sind die Spenden von Mohammed Hussein Al Amoudi und Uranium One. Er wirft den Clintons Korruption vor im Rahmen von Spendenzahlungen an ihre Stiftung und exorbitant hohen Zuwendungen, die als Honorare für Vorträge getarnt seien.
Er veröffentlichte zwei Romane mit dem ehemaligen Verteidigungsminister Caspar Weinberger. Er veröffentlichte über die Bush-Dynastie und über Verflechtungen von Politik und Geschäft bei Jeb Bush.
Artikel von ihm erschienen unter anderem in der New York Times, dem Wall Street Journal, Foreign Affairs, der Washington Post und der Los Angeles Times.
Er war Mitglied der Ultraterrorism Study Group der Sandia National Laboratories und Berater von NBC News.

## Schriften
- Grinning with the Gipper: Wit, Wisdom and Wisecracks of Ronald Reagan, 1988
- Friendly Spies: How America’s Allies Are Using Economic Espionage to Steal Our Secrets, 1992
- Victory: The Reagan Administration’s Secret Strategy That Hastened the Collapse of the Soviet Union, Atlantic Monthly Press 1994
- mit Caspar Weinberger: The Next War, 1998
- Disney: The Mouse Betrayed: Greed, Corruption and Children at Risk, 1998
- Fall Of The Wall: Reassessing the Causes and Consequences of the End of the Cold War, Hoover Institution Press, 2000
- Reagan’s War: The Epic Story of His Forty Year Struggle and Final Triumph Over Communism, Doubleday 2002, Random House 2003
- mit Rochelle Schweizer: The Bushes: portrait of a dynasty, Doubleday 2004
- The Reagan Presidency: Assessing the Man and His Legacy, Rowman and Littlefield, 2005
- Do as I Say (Not as I Do): Profiles in Liberal Hypocrisy, Doubleday 2005
- mit Caspar Weinberger: Chain of Command, 2006
- Landmark Speeches of the American Conservative Movement. Texas A&M University Press, 2006
- Makers and Takers: Why conservatives work harder, feel happier, have closer families, take fewer drugs, give more generously, value honesty more, are less materialistic and envious, whine less … and even hug their children more than liberals, Doubleday 2008
- Architects of Ruin: How a Gang of Radical Activists and Liberal Politicians Destroyed Trillions of Dollars in Wealth in the Pursuit of Social Justice, Harper 2009
- Throw Them All Out: How Politicians and Their Friends Get Rich off Insider Stock Tips, Land Deals, and Cronyism That Would Send the Rest of Us to Prison, Houghton Mifflin Harcourt 2011
- Extortion: How Politicians Extract Your Money, Buy Votes, and Line Their Own Pockets, Houghton Mifflin Harcourt 2011
- Bush Bucks: How Public Service and Corporations Helped Make Jeb Rich, 2015
- Clinton Cash: The Untold Story of How and Why Foreign Governments and Businesses Helped Make Bill and Hillary Rich, Harper Broadside Books 2015
- Secret Empires: How the American Political Class Hides Corruption and Enriches Family and Friends, 2018
- Profiles in Corruption: Abuse of Power by America’s Progressive Elite, 2020
- Red-Handed: How American Elites Get Rich Helping China Win, 2022